# Simeon Williamson
Simeon Williamson (Municipio de Islington (Londres), Reino Unido, 16 de enero de 1986) es un atleta británico, especialista en la prueba de relevos 4 x 100 m, con la que ha llegado a ser medallista de bronce mundial en 2009.

## Carrera deportiva
En la Universiada de Verano de Bangkok de 2007 ganó la medalla de oro en los 100 metros, con un tiempo de 10.22 segundos, llegando a meta por delante del chino Zhang Peimeng  (plata con 10.30 segundos) y del canadiense Neville Wright.
Dos años después, en el Mundial de Berlín 2009 gana la medalla de bronce en los relevos 4 x 100 metros, con un tiempo de 38,02 segundos, tras los jamaicanos y los trinitenses, siendo sus compañeros de equipo: Tyrone Edgar, Marlon Devonish y Harry Aikines-Aryeetey.